# Kanō Sōshū
Kanō Sōshū (japanisch 狩野 宗秀, wirklicher Name: Kanō Suenobu (狩野 季信); geb. 12. Mai 1551; gest. 1601) war ein japanischer Maler der Nihonga-Richtung  der Taishō- und frühen Shōwa-Zeit.

## Leben und Werk
Kano Sōshū war der zweite Sohn von Kanō Shōei und damit der jüngere Bruder von Eitoku. Als Eitoku 1576 sich zur Burg Azuchi begab, um dort die Wände zu gestalten, übernahm Shōshū die Familie als Oberhaupt. Shōshū arbeitete zusammen mit seinem Bruder, zum Beispiel 1590, als es um die Ausgestaltung des kaiserlichen Palastes in Kioto ging. 1599 schuf er Werke für die Ausgestaltung der Residenz des Prinzen Katsura.
Sōshū  wurde in seinen späteren Jahren mit dem Ehrentitel „Hōgen“ (法眼) ausgezeichnet. Sein Stil ähnelt dem Eitokus, ist aber etwas gröber. Auf sein Todesjahr 1601 wird daraus geschlossen, dass er seinen letzten Willen im 11. Monat des Jahres verfasst hat. Sein Sohn Jinnojō (狩野甚之丞; 1581/83–1626) führte seine künstlerischen Aktivitäten weiter, aber da bei dasselbe Siegel „Motosue“ (oder „Motohide“ gelesen) benutzten, kann man die Arbeiten von Vater und Sohn nicht immer unterscheiden. 
Zu Sōshūs bekanntesten Werken gehören der Stellschirm mit dem Thema „Blumen-und-Vögel“ im Besitz der Tama-Familie und seine Version der „Sechsunddreißig Unsterblichen der Dichtkunst“ im Besitz des Toyokuni-Schreins.

## Bilder

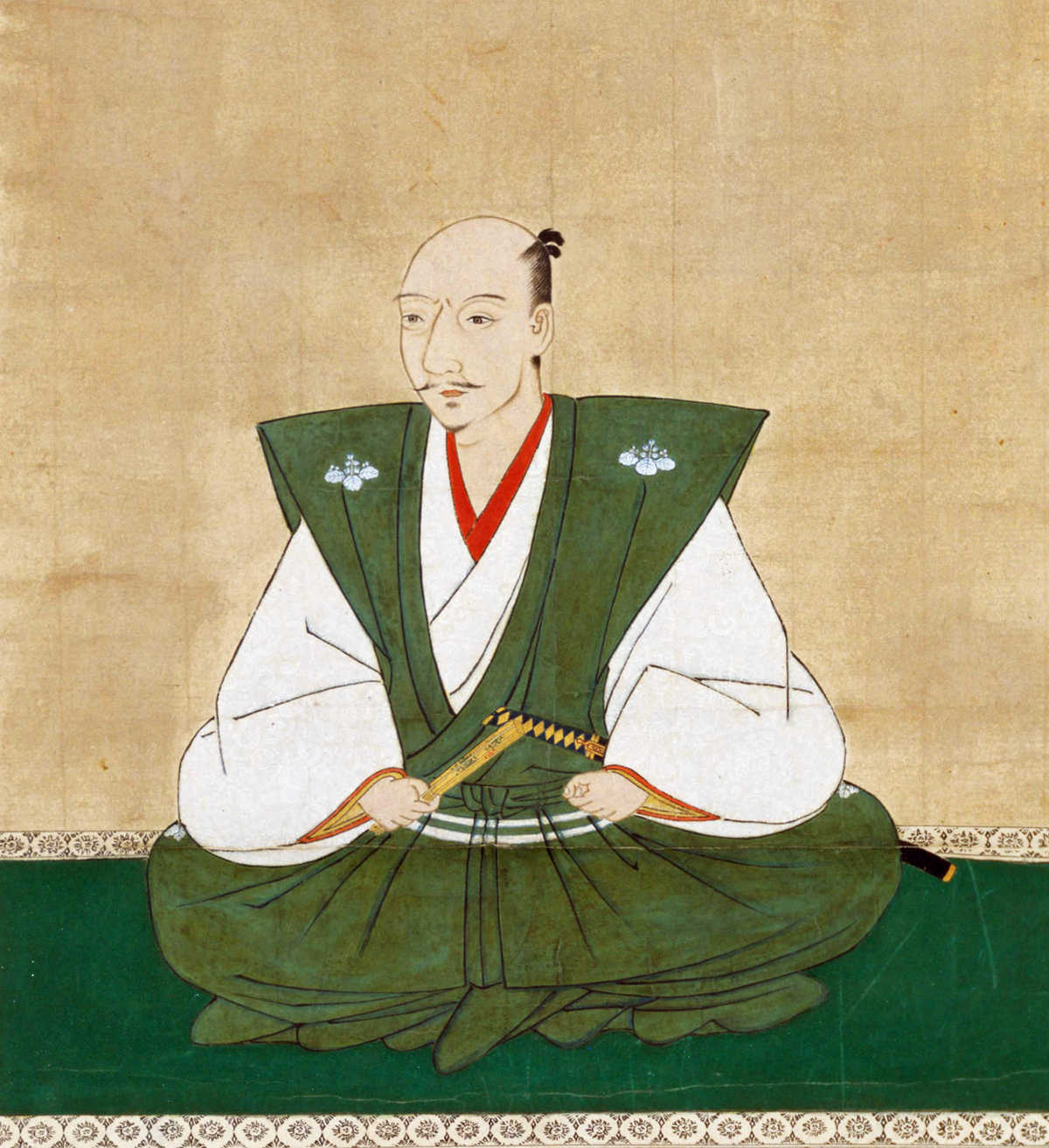
Oda Nobunaga
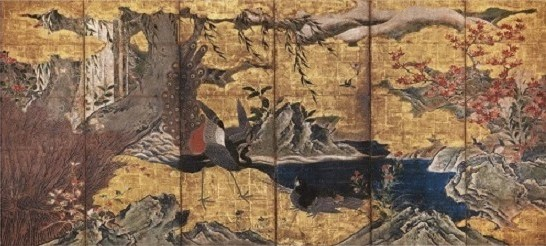
Stellschirm Blumen und Vögel 1
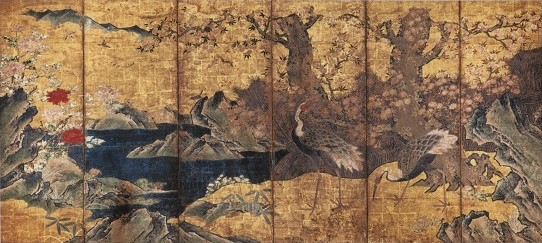
Stellschirm Blumen und Vögel 2
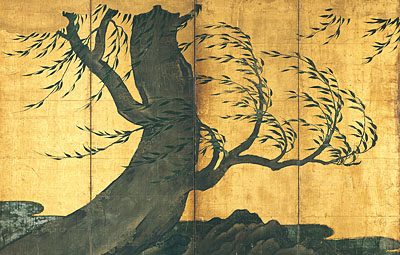
Stellschirm mit Weiden, Ausschnitt